# PlayStation Vita Pets
PlayStation Vita Pets es un videojuego de simulación de mascotas con elementos de rompecabezas y aventura desarrollado por Spiral House en conjunto con XDev y publicado por Sony Computer Entertainment para PlayStation Vita. El jugador cría un perro virtual mientras se aventura con él en un reino ficticio. Recibió críticas mixtas de los críticos y actualmente tiene un 63% de Metacritic.

## Jugabilidad
Usando la pantalla táctil y el micrófono, el jugador puede jugar y administrar un perro virtual. El enfoque principal del juego es una aventura ambientada en una región llamada Castlewood Island, donde el jugador completa acertijos básicos y trabaja con su perro para completar desafíos. Los perros en el juego hablan y tienen un vocabulario completo, y responden a los comandos de voz del jugador. Los perros hablan con el jugador y Suplicarles que se aventuren con ellos. La cámara del juego permite a la mascota reconocer el rostro de su dueño.
El juego incluye elementos de RPG y bloquea el contenido hasta que se alcanzan ciertos niveles. Un juego spin-off, PlayStation Vita Pets: Puppy Parlour se lanzó para iOS y Android el 3 de junio de 2014.

## Recepción
PlayStation Vita Pets recibió críticas mixtas; el juego tiene actualmente un índice de aprobación del 63% en Metacritic.
Andy Robertson de The Guardian dijo que los minijuegos presentes en el juego "permiten a Vita Pets ofrecer una experiencia mucho más envolvente de lo que parece a primera". Brittany Vincent de Destructoid criticó el nivel de molienda requerido para acceder a algunos contenidos, pero consideró que aun así era un juego más fuerte que su competencia. Andy Robertson de Forbes consideró que el juego marcó la "llegada de la computadora de mano de Sony para los miembros más jóvenes de la familia" y señaló que a los niños con los que compartió el juego les encantó.
Las reacciones a las voces del perro fueron mixtas. Matt Suckley de Pocket Gamer dijo que las voces del perro "roban el encanto del juego" y criticó duramente la decisión de darles vocabulario humano completo. Brittany Vincent de Destructoid no estuvo de acuerdo y señaló que las voces eran "positivamente" inductoras de "aww" desde el principio".